# Pircamal
Pircamal (armeniska: Vardadzor, Վարդաձոր, ryska: Пирджамал) är en ort i Azerbajdzjan.   Den ligger i distriktet Xocalı Rayonu, i den centrala delen av landet, 260 km väster om huvudstaden Baku. Pircamal ligger 725 meter över havet och antalet invånare är 248.
Terrängen runt Pircamal är huvudsakligen kuperad, men åt nordost är den platt. Runt Pircamal är det ganska tätbefolkat, med 96 invånare per kvadratkilometer.. Närmaste större samhälle är Müşkapat, 16,7 km sydost om Pircamal. 
Trakten runt Pircamal består till största delen av jordbruksmark.